# Grosrouvre
Grosrouvre és un municipi francès, situat al departament d'Yvelines i a la regió de Illa de França. L'any 2007 tenia 834 habitants.
Forma part del cantó d'Aubergenville, del districte de Rambouillet i de la Comunitat de comunes Cœur d'Yvelines.

## Demografia

### Població
El 2007 la població de fet de Grosrouvre era de 834 persones. Hi havia 304 famílies, de les quals 59 eren unipersonals (34 homes vivint sols i 25 dones vivint soles), 102 parelles sense fills, 131 parelles amb fills i 12 famílies monoparentals amb fills.
La població ha evolucionat segons el següent gràfic:
Habitants censats

### Habitatges
El 2007 hi havia 434 habitatges, 316 eren l'habitatge principal de la família, 85 eren segones residències i 33 estaven desocupats. 423 eren cases i 7 eren apartaments. Dels 316 habitatges principals, 244 estaven ocupats pels seus propietaris, 33 estaven llogats i ocupats pels llogaters i 40 estaven cedits a títol gratuït; 6 tenien una cambra, 13 en tenien dues, 30 en tenien tres, 57 en tenien quatre i 210 en tenien cinc o més. 248 habitatges disposaven pel capbaix d'una plaça de pàrquing. A 105 habitatges hi havia un automòbil i a 190 n'hi havia dos o més.

### Piràmide de població
La piràmide de població per edats i sexe el 2009 era:
| Homes | Edats   | Dones |
| ----- | ------- | ----- |
| 4     | 95 o +  | 0     |
| 0     | 90 a 94 | 8     |
| 4     | 85 a 89 | 8     |
| 12    | 80 a 84 | 8     |
| 4     | 75 a 79 | 20    |
| 24    | 70 a 74 | 8     |
| 4     | 65 a 69 | 16    |
| 16    | 60 a 64 | 20    |
| 20    | 55 a 59 | 12    |
| 36    | 50 a 54 | 48    |
| 40    | 45 a 49 | 36    |
| 32    | 40 a 44 | 36    |
| 32    | 35 a 39 | 24    |
| 8     | 30 a 34 | 16    |
| 16    | 25 a 29 | 8     |
| 24    | 20 a 24 | 16    |
| 28    | 15 a 19 | 32    |
| 24    | 10 a 14 | 20    |
| 32    | 5 a 9   | 48    |
| 16    | 0 a 4   | 4     |

## Economia
El 2007 la població en edat de treballar era de 546 persones, 408 eren actives i 138 eren inactives. De les 408 persones actives 365 estaven ocupades (212 homes i 153 dones) i 44 estaven aturades (20 homes i 24 dones). De les 138 persones inactives 35 estaven jubilades, 51 estaven estudiant i 52 estaven classificades com a «altres inactius».

### Ingressos
El 2009 a Grosrouvre hi havia 338 unitats fiscals que integraven 953,5 persones, la mediana anual d'ingressos fiscals per persona era de 36.463 €.

### Activitats econòmiques
Dels 58 establiments que hi havia el 2007, 1 era d'una empresa extractiva, 2 d'empreses de fabricació d'altres productes industrials, 8 d'empreses de construcció, 7 d'empreses de comerç i reparació d'automòbils, 2 d'empreses de transport, 2 d'empreses d'hostatgeria i restauració, 5 d'empreses d'informació i comunicació, 6 d'empreses financeres, 3 d'empreses immobiliàries, 17 d'empreses de serveis, 2 d'entitats de l'administració pública i 3 d'empreses classificades com a «altres activitats de serveis».
Dels 7 establiments de servei als particulars que hi havia el 2009, 1 era una oficina de correu, 1 taller de reparació d'automòbils i de material agrícola, 3 lampisteries, 1 empresa de construcció i 1 agència immobiliària.
L'any 2000 a Grosrouvre hi havia 8 explotacions agrícoles.

## Equipaments sanitaris i escolars
El 2009 hi havia una escola elemental.

## Poblacions més properes
El següent diagrama mostra les poblacions més properes.